# Divizia Națională 2000-2001
Divizia Națională 2000-2001 a fost a zecea ediție a Diviziei Naționale de la obținerea independenței.  La această ediție numărul de cluburi participante a fost de 8.

## Mișcarea echipelor în sezonul 1999-2000
La finalul sezonului precedent au retrogradat direct: Moldova Gaz Chișinău, Roma Bălți și Energhetic Dubăsari, iar Haiducul Sporting Hîncesti a obținut promovarea directă. Barajul de promovare nu s-a mai disputat în acest sezon. Astfel liga și redus numărul de competitoare la doar 8 echipe.
Înainte de startul sezonului fuziunea dintre FC Unisport Chișinău și FC Nistru Otaci a fost dizolvată.

## Clasament final
| Locul | Clubul                      | M  | V  | E | î  | GM | GP | Pct | Note                        |
| ----- | --------------------------- | -- | -- | - | -- | -- | -- | --- | --------------------------- |
| 1     | FC Sheriff Tiraspol         | 28 | 21 | 4 | 3  | 58 | 18 | 67  |                             |
| 2     | FC Zimbru Chișinău          | 28 | 20 | 6 | 2  | 46 | 15 | 66  |                             |
| 3     | CS Tiligul-Tiras Tiraspol   | 28 | 11 | 8 | 9  | 33 | 34 | 41  |                             |
| 4     | Constructorul Chișinău      | 28 | 10 | 9 | 9  | 30 | 30 | 39  |                             |
| 5     | FC Nistru Otaci             | 28 | 9  | 6 | 13 | 31 | 39 | 33  |                             |
| 6     | FC Agro-Goliador Chișinău‡  | 28 | 6  | 7 | 15 | 26 | 47 | 25  |                             |
| 7     | Haiducul Sporting Hîncești‡ | 28 | 6  | 7 | 15 | 34 | 45 | 25  | Playoff                     |
| 8     | FC Olimpia Bălți            | 28 | 3  | 5 | 20 | 19 | 49 | 14  | Retrogradată în Divizia "A" |

- ‡ - departajarea s-a făcut pe baza palmaresului din întâlnirile directe:

| Locul | Clubul                     | M | V | E | î | GM | GP | Pct |
| ----- | -------------------------- | - | - | - | - | -- | -- | --- |
| 1     | FC Agro-Goliador Chișinău  | 4 | 2 | 1 | 1 | 5  | 5  | 7   |
| 2     | Haiducul Sporting Hîncești | 4 | 1 | 1 | 2 | 5  | 5  | 4   |

## Playoff promovare
Meciurile între Petrocub-Condor Sărata-Galbenă și Haiducul Sporting Hîncesti, nu au mai avut loc deoarece aceștia din urmă s-au retras și au fost retrogradați automat. Petrocub-Condor Sărata-Galbenă a promovat și s-a mutat în Hîncești, schimbându-și numele în FC Hîncești.

## Golgheteri
| Poz. | Jucător          | Club                         | Goluri |
| ---- | ---------------- | ---------------------------- | ------ |
| 1    | Ruslan Barburoș  | Haiduc-Sporting/Agro/Sheriff | 17     |
| 1    | David Mujiri     | Sheriff Tiraspol             | 17     |
| 3    | Edward Aniamkegh | Sheriff Tiraspol             | 8      |
| 3    | Vadim Chirilov   | Tiligul Tiraspol             | 8      |
| 3    | Vitalie David    | Haiduc-Sporting Chișinău     | 8      |
| 3    | Iurie Miterev    | Zimbru Chișinău              | 8      |